# SIS305
SiS305是台灣半導體廠商矽統科技（SiS）繼SiS300後，於2002年推出的繪圖晶元。SiS305是因為SiS300的失敗，
SIS迫不及待推出的產品，前者是後者的加强版。顯示核心是128位元架構，內建渲染和设置引擎。核心頻率是150MHz，可以提供100M/s的像素填充率。
曾經有無良商人，將SIS305顯示卡冒充為NVIDIA的TNT2 M64顯示卡。。縱使顯示卡BIOS上的贴纸印著M64的字樣。進入系統检测後，顯示出是一張SiS305顯示卡。

## 設計
- 採用0.22um製程
- 延用SiS300的365-pinPBGA封裝結構
- 搭載32MB 7.5ns顯示記憶體
- AGP2X插槽
- 顯示記亿體頻寬是64位元或32位元
- SIS305的像素工作管線經過最佳化
- 支援动态补偿加速。

## 定位
SiS305仍是低端顯示卡，效能方面比SIS300沒有大改进，已远远落后于同时期竞争对手NVIDIA公司的Geforce 256和ATi公司的Radeon系列显卡。

## 相关
- SiS300
- SiS315